# Can Serra (Breda)
Can Serra és una obra de Breda (Selva) protegida com a Bé Cultural d'Interès Local.

## Descripció
Es tracta d'un immoble de planta baixa i un pis amb coberta a dues aigües de teula àrab amb el carener paral·lel a la façana principal. La porta està ubicada al costat dret, presenta llinda de pedra - en la qual apareix la data 1575- sustentada sobre mènsules. Al costat hi ha una finestra rectangular. A la planta primera hi ha una balconera amb barana de gelosia de maó i al costat una finestra.
La crugia del costat dret podria haver estat afegida posteriorment.